# 89 av. J.-C.
Cette page concerne l'année 89 av. J.-C. du calendrier julien proleptique.

## Événements
- 25 novembre 90 av. J.-C. (1er janvier 665 du calendrier romain) : début à Rome du consulat de Gnaeus Pompeius Strabo et Lucius Porcius Cato[2].
- Janvier, Guerre sociale (date probable) : le propréteur Lucius Porcius Cato meurt au cours d'une bataille près du lac Fucin[3]. Gnaeus Pompeius Strabo prend le commandement de l'armée romaine contre les Marses et continue le siège de la ville d'Asculum.

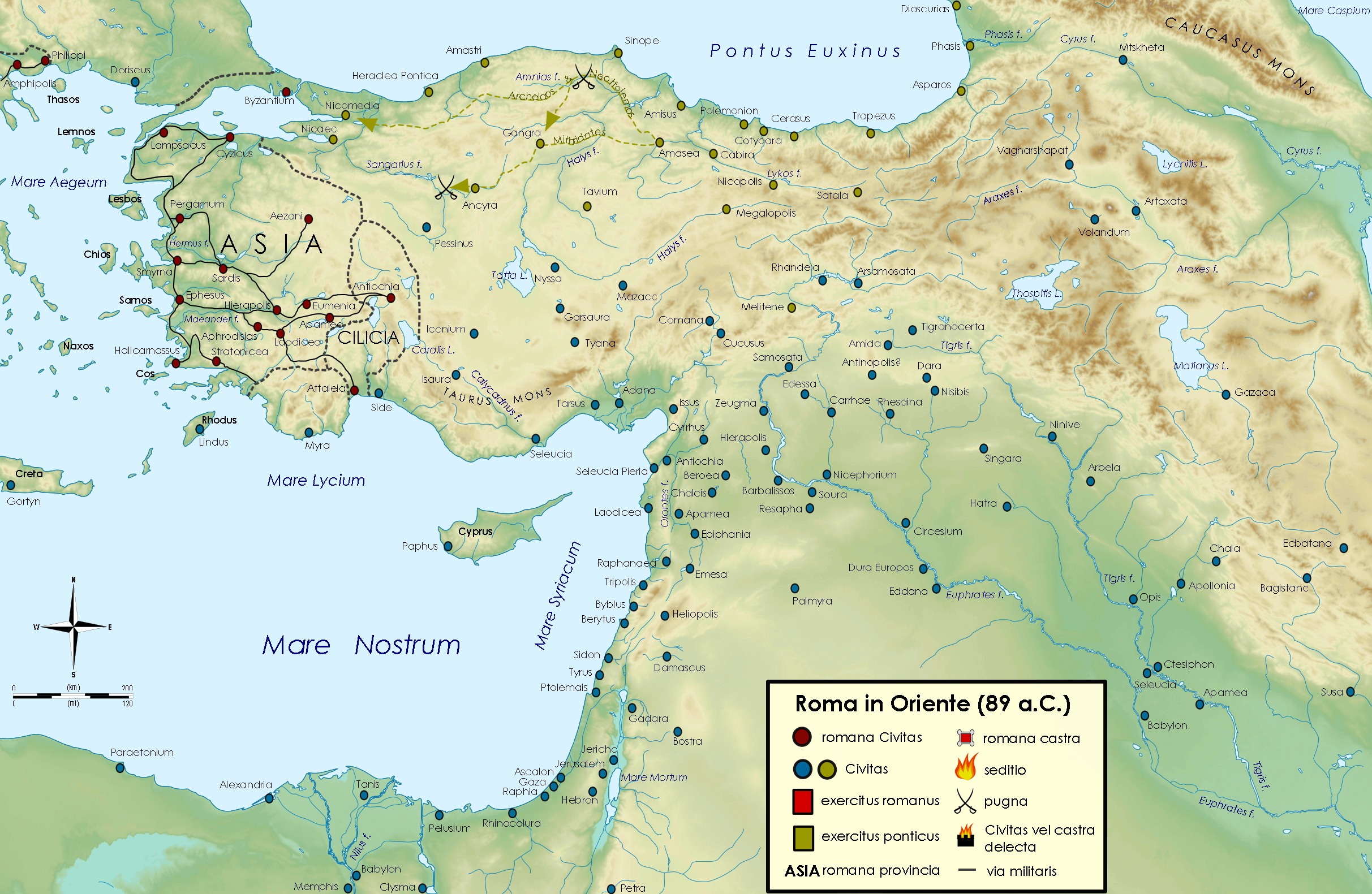
Mithridate VI envahit la Bithynie à la fin de l'année

- Printemps, Asie mineure : Nicomède IV de Bithynie, poussé par le légat Aquilius qui vient de le rétablir sur son trône, ravage la Paphlagonie pontique pour payer ses protecteurs romains, ce qui déclenche la première guerre de Mithridate[4]. Mithridate VI, roi du Pont, après l’échec de négociations avec Rome, occupe la Cappadoce pour y rétablir son fils Ariarathe IX, et après deux victoires décisives, l'une sur Nicomède sur la rivière Amnias, l’autre sur Aquilius à Protopachion, occupe la Bithynie[5].

- 30 avril : Sylla détruit Stabies en Campanie. Il assiège Pompeii et bat les Samnites de Lucius Cluentius venu dégager la ville et les taille en pièces alors qu'ils tentent de se réfugier à Nola[6].
- 11 juin : Titus Didius prend Herculanum ; il est mortellement blessé dans l'affrontement[6].
- Juillet-septembre : Sylla soumet Aeclanum, capitale des Hirpins, avant l'intervention des Lucaniens. Il marche vers le Samnium et prend l'armée de Mutilus à revers par la ruse. Mutilus, blessé, se réfugie à Aesernia, tandis que Sylla prend Bovianum, la capitale samnite, après la bataille du Trinius[7].
- Novembre : 
  - Dans les Abruzzes, Asculum capitule devant les forces de Gnaeus Pompeius Strabo. Fin de la Guerre sociale en Italie[8].
  - Lex Plautia Papiria : le droit à la citoyenneté romaine est étendu à toute l'Italie. Rome l'étend aux alliés de la Cisalpine qui étaient restés fidèles lors de la Guerre sociale (Lex Pompeia) puis aux Italiens révoltés qui se soumettent dans les 60 jours[8]. Pour conserver la majorité électorale aux anciens citoyens, le Sénat romain inscrit les nouveaux citoyens dans huit des anciennes tribus ou dans dix tribus nouvellement créées[2]. Le conflit se déplace. À la lutte pour la citoyenneté se substitue la lutte pour l’égalité des suffrages.
- 25 décembre : triomphe de Gnaeus Pompeius Strabo après sa victoire sur Asculum[8].

## Décès
- 11 juin : Titus Didius (consul en 98 av. J.-C.), tué lors de la Guerre sociale.